# Encompass
Encompass (significa Enterprise Computing Association) es un grupo de usuarios de computadoras destinado a los clientes de Hewlett-Packard. 

## Historia
La historia de Encompass empieza con DECUS, fundada un 1961, para usuarios de "Digital Equipment Corporation", que fue adquirida por Compaq US en 1998. Hewlett-Packard adquirió Compaq en el 2002. Encompass continúa siendo un grupo de usuarios de HP, dirigido a los clientes empresariales tanto de hardware, software y servicios.
Su misión es promover el intercambio de información técnica entre sus miembros y entre los miembros y Hewlett-Packard. Primero se asoció con Compaq y más tarde con Hewlett-Packard.
Encompass también tiene grupos de usuarios locales (LUGs) por todo Estados Unidos, y un grupo para intereses especiales (SIGs) sobre varios temas. También dirige webcast, seminarios locales, y otros programas.
Organizaciones que no están en Estados Unidos son Encompass Canadá, Encompass Nueva Zelanda y Encompass Australia.